# Helen Wills-Moody
Helen Newington Wills-Moody (later Helen Wills-Roark) (Fremont, 6 oktober 1905 – Carmel, 1 januari 1998) was een tennisspeelster uit de Verenigde Staten van Amerika. Op de Olympische Spelen van Parijs in 1924 behaalde zij twee gouden medailles, in het enkelspel en het dubbelspel. Daarnaast won zij 31 grandslamtitels op Wimbledon, Roland Garros en het US tenniskampioenschap. In de periode 1923–1938 nam zij tien keer deel aan het Amerikaanse Wightman Cup-team – in het enkelspel was haar winst/verlies-balans 18–2; in het dubbelspel 3–7. In 1959 werd zij opgenomen in de internationale Tennis Hall of Fame.

## Persoonlijk leven
Wills zat op de Head-Royce School, een highschool in Oakland. Hierna studeerde zij aan de Universiteit van Californië, maar hier haalde zij geen diploma. In 1998 doneerde zij tien miljoen dollar aan de universiteit, die hiermee het Helen Wills Neuroscience Institute oprichtte, dat neurologiestudenten begeleidt.
Wills schreef een handleiding voor tennistrainers, en in 1937 schreef zij een auto-biografie. Daarnaast maakte zij schilderijen en etsen, die regelmatig in galeries te zien waren.

## Namen
Geboren als Helen Newington Wills, speelde zij in eerste instantie onder de naam Helen Wills – na haar huwelijk met Frederick Moody jr. (in december 1929) als Helen Wills-Moody. In 1937 scheidde zij van Moody – zij trouwde met Aidan Roark in oktober 1939.

## Resultaten
| Legenda | Legenda                          |
| ------- | -------------------------------- |
| g.t.    | geen toernooi gehouden           |
| l.c.    | lagere categorie                 |
| –       | niet deelgenomen                 |
| G       | uitgeschakeld in de groepsfase   |
| 1R      | uitgeschakeld in de eerste ronde |
| 2R      | uitgeschakeld in de tweede ronde |
| 3R      | uitgeschakeld in de derde ronde  |
| 4R      | uitgeschakeld in de vierde ronde |
| KF      | uitgeschakeld in de kwartfinale  |
| HF      | uitgeschakeld in de halve finale |
| F       | de finale verloren               |
| W       | het toernooi gewonnen            |
| w-v     | winst/verlies-balans             |

| Toernooi        | 1922  | 1923  | 1924  | 1925  | 1926  | 1927  | 1928  | 1929  | 1930  | 1931  | 1932  | 1933  | 1934  | 1935  | 1936  | 1937  | 1938  | SR      |
| --------------- | ----- | ----- | ----- | ----- | ----- | ----- | ----- | ----- | ----- | ----- | ----- | ----- | ----- | ----- | ----- | ----- | ----- | ------- |
| Australian Open | –     | –     | –     | –     | –     | –     | –     | –     | –     | –     | –     | –     | –     | –     | –     | –     | –     | 0 / 0   |
| Roland Garros   | –     | –     | g.t.  | –     | 2R    | –     | W     | W     | W     | –     | W     | –     | –     | –     | –     | –     | –     | 4 / 5   |
| Wimbledon       | –     | –     | F     | –     | –     | W     | W     | W     | W     | –     | W     | W     | –     | W     | –     | –     | W     | 8 / 9   |
| US Open         | F     | W     | W     | W     | –     | W     | W     | W     | –     | W     | –     | F     | –     | –     | –     | –     | –     | 7 / 9   |
| SR              | 0 / 1 | 1 / 1 | 1 / 2 | 1 / 1 | 0 / 1 | 2 / 2 | 3 / 3 | 3 / 3 | 2 / 2 | 1 / 1 | 2 / 2 | 1 / 2 | 0 / 0 | 1 / 1 | 0 / 0 | 0 / 0 | 1 / 1 | 19 / 20 |

- SR = de verhouding tussen gewonnen en gespeelde toernooien.